# Ndurumu (vattendrag i Burundi, Karuzi)
Ndurumu är ett vattendrag i Burundi.   Det ligger i provinsen Karuzi, i den centrala delen av landet, 80 km öster om huvudstaden Bujumbura.
Omgivningarna runt Ndurumu är en mosaik av jordbruksmark och naturlig växtlighet. Runt Ndurumu är det ganska tätbefolkat, med 239 invånare per kvadratkilometer.